# Kōzushima (Tokyo)
Kōzushima (神津島村, Kōzushima-mura) est un village de la sous-préfecture d'Ōshima, dans la préfecture de Tokyo au Japon.

## Géographie

### Situation
Le village de Kōzushima est situé sur Kōzushima, une île de l'archipel d'Izu dans l'océan Pacifique, au Japon.

### Démographie
Au 1er juin 2016, sa population s'élevait à 1 856 habitants répartis sur une superficie de 18,58 km2.

### Climat
| Mois                                             | jan.      | fév.      | mars      | avril     | mai       | juin      | jui.      | août      | sep.      | oct.      | nov.      | déc.      | année     |
| ------------------------------------------------ | --------- | --------- | --------- | --------- | --------- | --------- | --------- | --------- | --------- | --------- | --------- | --------- | --------- |
| Température minimale moyenne (°C)                | 6,3       | 6,6       | 8,7       | 12,6      | 16,4      | 19,5      | 23        | 24,5      | 22,2      | 18,1      | 13,9      | 9         | 15,1      |
| Température moyenne (°C)                         | 8,5       | 9,1       | 11,4      | 15        | 18,6      | 21,2      | 24,6      | 26,3      | 24,1      | 20        | 16,1      | 11,2      | 17,2      |
| Température maximale moyenne (°C)                | 10,6      | 11,4      | 13,9      | 17,4      | 20,9      | 23,3      | 26,8      | 28,6      | 26,3      | 22,1      | 18,2      | 13,4      | 19,4      |
| Record de froid (°C) date du record              | −0,8 2003 | −0,6 2012 | 1,2 2010  | 2,2 2012  | 9,8 2013  | 14 2011   | 17,9 2015 | 18,7 2009 | 15,3 2010 | 11,9 2014 | 5 2019    | 1 2005    | −0,8 2003 |
| Record de chaleur (°C) date du record            | 18,1 2020 | 19,3 2016 | 20,8 2018 | 23,2 2004 | 25,6 2016 | 28,5 2011 | 33,7 2018 | 31,8 2020 | 31 2020   | 27,8 2019 | 24,1 2009 | 22,7 2004 | 33,7 2018 |
| Précipitations (mm)                              | 98,5      | 128       | 198,8     | 170,5     | 183,4     | 262,8     | 189,4     | 197,1     | 208,1     | 334       | 174,4     | 126,3     | 2 271,3   |
| Nombre de jours avec précipitations              | 8,1       | 9,6       | 12,1      | 10,6      | 10,1      | 13,3      | 9,4       | 8,2       | 11,8      | 12,4      | 10,9      | 8,9       | 125,3     |
| dont nombre de jours avec précipitations ≥ 10 mm | 3,2       | 4,6       | 6,1       | 5         | 5         | 6,9       | 4,9       | 3,7       | 5,2       | 6,5       | 5,3       | 3,8       | 60,2      |

| Diagramme climatique                                  |            |              |               |               |               |             |               |               |             |               |            |
| J                                                     | F          | M            | A             | M             | J             | J           | A             | S             | O           | N             | D          |
| 10,66,398,5                                           | 11,46,6128 | 13,98,7198,8 | 17,412,6170,5 | 20,916,4183,4 | 23,319,5262,8 | 26,823189,4 | 28,624,5197,1 | 26,322,2208,1 | 22,118,1334 | 18,213,9174,4 | 13,49126,3 |
| Moyennes : • Temp. maxi et mini °C • Précipitation mm |            |              |               |               |               |             |               |               |             |               |            |

## Histoire
Le village de Kōzushima a été créé le 1er octobre 1923.

## Transports
Kōzushima est accessible par avion ou par ferry.